# SECAM

Các quốc gia đang sử dụng SECAM (trong đó: cam là SECAM, xanh lá là NTSC, xanh đậm là PAL hoặc PAL/SECAM)

SECAM, hay được viết là SÉCAM (phát âm tiếng Pháp: [sekam], séquentiel couleur à mémoire, tiếng Pháp nghĩa là màu tuần tự với bộ nhớ) là một hệ tiêu chuẩn mã hóa truyền hình màu tương tự ,hệ thống được lần đầu tiên được sử dụng ở Pháp và là một trong ba tiêu chuẩn truyền hình màu chính cùng với PAL của Châu Âu và NTSC của Bắc Mỹ.
Sự phát triển của SECAM bắt đầu vào năm 1956 bởi một nhóm được lãnh đạo bởi Henri de France làm việc tại Compagnie Française de Télévision (sau này được Thomson mua, nay là Techncolor). Chương trình phát sóng SECAM đầu tiên được thực hiện tại Pháp vào năm 1967. Hệ thống này cũng được chọn làm tiêu chuẩn cho màu sắc ở Liên Xô, người đã bắt đầu phát sóng ngay sau Pháp. Các tiêu chuẩn lây lan từ hai quốc gia này đến nhiều quốc gia khách hàng và các thuộc địa cũ.
SECAM vẫn là một tiêu chuẩn chính vào những năm 2000. Nó đang trong quá trình loại bỏ và thay thế bằng DVB, tiêu chuẩn mới của châu Âu cho truyền hình kỹ thuật số.

## Lịch sử
Hình thành SECAM bắt đầu vào năm 1956. Công nghệ đã sẵn sàng vào cuối những năm 1950, nhưng điều này là quá sớm để giới thiệu rộng rãi. Một phiên bản của SECAM cho tiêu chuẩn truyền hình 819 dòng của Pháp đã được phát minh và thử nghiệm, nhưng không được giới thiệu. Theo thỏa thuận châu Âu chỉ giới thiệu TV màu trong 625 dòng, Pháp phải bắt đầu chuyển đổi bằng cách chuyển sang tiêu chuẩn truyền hình 625 dòng, xảy ra vào đầu những năm 1960 với việc giới thiệu mạng thứ hai.
Hệ thống được đề xuất đầu tiên được gọi là SECAM I vào năm 1961, sau đó là các nghiên cứu khác để cải thiện khả năng tương thích và chất lượng hình ảnh.
Những cải tiến này được gọi là SECAM II và SECAM III, với cái sau được trình bày tại Đại hội đồng CCIR năm 1965 tại Vienna.
Những cải tiến tiếp theo là SECAM III A, tiếp theo là SECAM III B, hệ thống được thông qua để sử dụng chung vào năm 1967.
Các kỹ thuật viên của Liên Xô đã tham gia vào việc phát triển tiêu chuẩn và tạo ra biến thể không tương thích của riêng họ được gọi là NIIR hoặc SECAM IV, không được triển khai. Nhóm nghiên cứu đang làm việc tại Telecentrum của Moscow dưới sự chỉ đạo của Giáo sư Shmakov. Tên định danh của NIIR xuất phát từ tên của Đài phát thanh Nautchno-Issledovatelskiy (NIIR, rus. Ấn Độ), một nghiên cứu của Liên Xô. Hai tiêu chuẩn đã được phát triển: NIIR phi tuyến tính, trong đó một quá trình tương tự như hiệu chỉnh gammađược sử dụng và NIIR tuyến tính hoặc SECAM IV bỏ qua quá trình này.
SECAM được khánh thành tại Pháp vào ngày 1 tháng 10 năm 1967, trên la demansème chaîne (kênh thứ hai), bây giờ được gọi là France 2. Một nhóm gồm bốn người đàn ông phù hợp, một người dẫn chương trình (Georges Gorse, Bộ trưởng Thông tin) và ba người đóng góp cho sự phát triển của hệ thống đã được thể hiện trong một studio. Sau khi đếm từ 10, lúc 2:15 chiều, hình ảnh đen trắng chuyển sang màu; Người dẫn chương trình sau đó tuyên bố "Et voici la couleur! " (fr: Và đây là màu sắc!). Năm 1967, CLT của Lebanon trở thành đài truyền hình thứ ba trên thế giới, sau Liên Xô và Pháp, phát sóng bằng cách sử dụng màu sắc công nghệ SECAM của Pháp.
Những chiếc tivi màu đầu tiên có giá 5000 Franc. TV màu ban đầu không phổ biến lắm; chỉ có khoảng 1500 người theo dõi chương trình khai mạc bằng màu sắc. Một năm sau, chỉ 200.000 bộ đã được bán với số tiền dự kiến là một triệu. Mô hình này tương tự như sự phát triển chậm phổ biến của truyền hình màu ở Mỹ.
SECAM sau đó đã được thông qua bởi các thuộc địa cũ của Pháp và Bỉ, Hy Lạp, Síp, Liên Xô và các nước khối Đông (trừ Romaniavà Albania) và các nước Trung Đông. Tuy nhiên, với sự sụp đổ của chủ nghĩa cộng sản, và sau một thời kỳ khi TV đa tiêu chuẩn trở thành hàng hóa, nhiều nước Đông Âu đã quyết định chuyển sang hệ thống PAL do Đức phát triển.
Các quốc gia khác, đặc biệt là Vương quốc Anh và Ý, đã thử nghiệm ngắn gọn với SECAM trước khi chọn PAL.
Từ cuối những năm 2000, SECAM đang trong quá trình loại bỏ dần và được thay thế bởi DVB.

### Sự phát triển
Một số người lập luận rằng động lực chính cho sự phát triển của SECAM ở Pháp là bảo vệ các nhà sản xuất thiết bị truyền hình Pháp. Tuy nhiên, sự không tương thích đã bắt đầu với quyết định bất thường trước đó là áp dụng điều chế video tích cực cho tín hiệu phát sóng của Pháp. Các hệ thống trước đó Hệ thống A& hệ thống 819 là hệ thống duy nhất khác sử dụng điều chế video tích cực. Ngoài ra, phát triển SECAM có trước PAL. NTSC được coi là không mong muốn ở châu Âu vì vấn đề về màu sắc của nó đòi hỏi phải có sự kiểm soát bổ sung, mà SECAM và PAL đã giải quyết. Tuy nhiên, SECAM đã được phát triển một phần vì lý do tự hào dân tộc. Sức thu hút cá nhân của Henri de France và tham vọng có thể là một yếu tố góp phần. PAL được phát triển bởi Telefunken, một công ty của Đức, và trong thời kỳ De Gaulle sau chiến tranh, sẽ có nhiều sự kháng cự chính trị để từ bỏ một hệ thống do Pháp phát triển và thay vào đó là một hệ thống do Đức phát triển.
Không giống như một số nhà sản xuất khác, công ty nơi SECAM được phát minh, Techncolor (được gọi là Thomson cho đến năm 2010), vẫn bán TV trên toàn thế giới dưới các nhãn hiệu khác nhau; điều này có thể là do một phần di sản của SECAM. Thomson mua công ty phát triển PAL, TELEFUNKEN, và ngày nay thậm chí đồng sở hữu RCA thương hiệu - RCA là tác giả của NTSC. Thomson cũng là đồng tác giả các tiêu chuẩn ATSC được sử dụng cho truyền hình độ nét cao của Mỹ.

### Sự lan truyền của SECAM
Việc áp dụng SECAM ở Đông Âu đã được quy cho các mưu mô chính trị thời Chiến tranh Lạnh. Theo giải thích này, các cơ quan chính trị Đông Đức đã nhận thức rõ về sự phổ biến của truyền hình Tây Đức và chấp nhận SECAM thay vì mã hóa PAL được sử dụng ở Tây Đức. Điều này không cản trở sự tiếp nhận lẫn nhau trong màu đen và trắng, bởi vì các tiêu chuẩn TV cơ bản vẫn giống nhau ở cả hai vùng của Đức. Tuy nhiên, người Đông Đức đã phản ứng bằng cách mua bộ giải mã PAL cho các bộ SECAM của họ. Cuối cùng, chính phủ ở Đông Berlin đã ngừng chú ý đến cái gọi là "Republikflucht qua Fernsehen", hay "đào tẩu qua truyền hình". Các bộ TV được sản xuất sau đó của Đông Đức thậm chí còn bao gồm bộ giải mã PAL / SECAM tiêu chuẩn kép.
Một lời giải thích khác cho việc áp dụng SECAM ở Đông Âu, do Liên Xô đứng đầu, là người Nga có đường dây phân phối cực kỳ dài giữa các đài truyền hình và máy phát. <sup>[6]</sup> Cáp đồng trục dài hoặc liên kết vi sóng có thể gây ra sự thay đổi biên độ và pha, không ảnh hưởng đến tín hiệu SECAM.
Tuy nhiên, PAL và SECAM chỉ là các tiêu chuẩn cho sóng mang phụ màu, được sử dụng cùng với các tiêu chuẩn cũ hơn cho các tín hiệu đơn sắc cơ sở. Tên của các tiêu chuẩn đơn sắc này là các chữ cái, chẳng hạn như M, B / G, D / K và L. Xem CCIR, OIRT và FCC (các cơ quan tiêu chuẩn hóa).
Các tín hiệu này quan trọng hơn nhiều đối với khả năng tương thích so với các sóng mang con màu. Chúng khác nhau bởi điều chế âm thanh AM hoặc FM, phân cực tín hiệu, tần số tương đối trong kênh, băng thông, v.v. Ví dụ: TV PAL D / K sẽ có thể nhận tín hiệu SECAM D / K (mặc dù có màu đen và trắng), trong khi nó sẽ không thể giải mã âm thanh của tín hiệu PAL B / G. Vì vậy, ngay cả trước khi SECAM đến các nước Đông Âu, hầu hết người xem (trừ những người ở Đông Đức và Nam Tư) không thể nhận được các chương trình phương Tây. Điều này, cùng với các vấn đề ngôn ngữ, có nghĩa là ở hầu hết các quốc gia, việc tiếp nhận chỉ đơn sắc không gây ra vấn đề gì đáng kể cho chính quyền.

## Chi tiết kỹ thuật

Spectrum of a system G (bands IV and V) television channel with PAL color subcarrier

Cũng giống như các tiêu chuẩn màu khác được sử dụng để phát sóng trên toàn thế giới SECAM là một tiêu chuẩn cho phép các máy thu truyền hình đơn sắc hiện có trước khi giới thiệu để tiếp tục được vận hành như TV đơn sắc. Do yêu cầu tương thích này, các tiêu chuẩn màu đã thêm tín hiệu thứ hai vào tín hiệu đơn sắc cơ bản, mang thông tin màu. Thông tin màu được gọi là chrominance hoặc C là ngắn, trong khi thông tin đen trắng được gọi là độ chói hoặc Y là ngắn. Máy thu truyền hình đơn sắc chỉ hiển thị độ chói, trong khi máy thu màu xử lý cả hai tín hiệu.
Ngoài ra, để tương thích, không cần sử dụng băng thông nhiều hơn tín hiệu đơn sắc; tín hiệu màu phải được chèn bằng cách nào đó vào tín hiệu đơn sắc, mà không làm phiền nó. Việc chèn này là có thể vì phổ của tín hiệu TV đơn sắc không liên tục (đối với hầu hết nội dung video điển hình), do đó không gian trống tồn tại có thể được sử dụng. Sự thiếu liên tục điển hình này xuất phát từ tính chất rời rạc của tín hiệu, được chia thành các khung và đường. (Nói đúng ra, video đơn sắc sử dụng phổ đầy đủ, nếu cho phép di chuyển tùy ý và không giới hạn đối tượng và/hoặc máy ảnh. Do đó, tất cả các hệ thống màu này đều làm giảm chất lượng luma ở một mức độ nào đó để đổi lấy việc bổ sung màu. tất cả các tín hiệu màu này trông tệ hơn vào một lúc nào đó hoặc khác hơn là nếu tín hiệu màu không có.) Các hệ thống màu tương tự khác nhau theo cách sử dụng không gian không thường xuyên trong dải tần số của tín hiệu. Trong mọi trường hợp, tín hiệu màu được chèn vào cuối phổ của tín hiệu đơn sắc, trong đó nó gây ra ít biến dạng thị giác (chỉ ảnh hưởng đến độ chi tiết tốt) trong trường hợp không phổ biến là tín hiệu đơn sắc có các thành phần tần số đáng kể chồng lấp tín hiệu màu.
Để có thể tách tín hiệu màu khỏi tín hiệu đơn sắc trong máy thu, một sóng mang phụ tần số cố định được sử dụng, sóng mang phụ này được điều chế bằng tín hiệu màu.
Không gian màu là bản chất ba chiều của tầm nhìn của con người, vì vậy sau khi trừ đi độ chói, được mang theo tín hiệu cơ sở, sóng mang phụ màu vẫn phải mang tín hiệu hai chiều. Thông thường, thông tin màu đỏ (R) và màu xanh lam (B) được mang theo vì sự khác biệt tín hiệu của chúng với độ chói (RY và BY) mạnh hơn so với màu xanh lá cây (GY).
SECAM khác với các hệ màu khác bởi cách truyền tín hiệu RY và BY.
Đầu tiên, SECAM sử dụng điều chế tần số để mã hóa thông tin sắc độ trên sóng mang phụ.
Thứ hai, thay vì truyền thông tin màu đỏ và màu xanh với nhau, nó chỉ gửi một trong số chúng tại một thời điểm và sử dụng thông tin về màu khác từ dòng trước. Nó sử dụng một dòng trễ tương tự, một thiết bị bộ nhớ, để lưu trữ một dòng thông tin màu. Điều này biện minh cho tên "Tuần tự, với bộ nhớ".
Bởi vì SECAM chỉ truyền một màu tại một thời điểm, nên nó không có các tạo phẩm màu có trong NTSC và PAL do truyền dẫn kết hợp cả hai tín hiệu.
Điều này có nghĩa là độ phân giải màu dọc giảm một nửa so với NTSC. Hệ thống PAL sau này cũng hiển thị một nửa độ phân giải dọc của NTSC (nghĩa là giống như SECAM). Mặc dù PAL không loại bỏ một nửa thông tin màu dọc trong quá trình mã hóa, nhưng nó kết hợp thông tin màu từ các đường liền kề ở giai đoạn giải mã, để bù cho "lỗi pha sóng mang màu phụ" xảy ra trong quá trình truyền phụ màu Amplitude / Phase-Modulation vận chuyển. Điều này thường được thực hiện bằng cách sử dụng một dòng trễ như trong SECAM (kết quả được gọi là PAL D hoặc PAL Delay-Line, đôi khi được hiểu là DeLuxe), nhưng có thể được thực hiện "trực quan" trong các TV giá rẻ bằng PAL-S (PAL đơn giản) bộ giải mã. Do điều chế FM của sóng mang phụ màu của SECAM không nhạy cảm với các lỗi pha (hoặc biên độ), lỗi pha không gây mất độ bão hòa màu trong SECAM, mặc dù chúng xảy ra trong PAL. Trong NTSC, các lỗi như vậy gây ra dịch chuyển màu (do đó điều khiển "Hue" trên tất cả các TV NTSC để điều chỉnh pha màu với độ lệch không đổi).
Các tín hiệu chênh lệch màu trong SECAM thực sự được tính trong không gian màu YDbDr, đây là phiên bản thu nhỏ của không gian màu YUV. Mã hóa này phù hợp hơn với việc chỉ truyền một tín hiệu tại một thời điểm.
Điều chế FM thông tin màu cho phép SECAM hoàn toàn không có vấn đề thu thập dữ liệu chấm thường gặp với các tiêu chuẩn tương tự khác. Truyền SECAM mạnh hơn trên khoảng cách dài hơn NTSC hoặc PAL. Tuy nhiên, do bản chất FM của chúng, tín hiệu màu vẫn tồn tại, mặc dù ở biên độ giảm, ngay cả ở các phần đơn sắc của hình ảnh, do đó phải chịu màu chéo mạnh hơn mặc dù không thu thập được màu của loại PAL.
Mặc dù hầu hết các mẫu được loại bỏ khỏi các tín hiệu được mã hóa PAL và NTSC bằng bộ lọc lược (được thiết kế để phân tách hai tín hiệu trong đó phổ luma có thể chồng lên không gian quang phổ được sử dụng bởi sắc độ) bằng màn hình hiện đại, một số vẫn có thể bị bỏ lại một số phần của bức tranh Các bộ phận như vậy thường là các cạnh sắc nét trên hình ảnh, màu sắc hoặc độ sáng đột ngột thay đổi dọc theo hình ảnh hoặc các mẫu lặp lại nhất định, chẳng hạn như bảng kiểm tra trên quần áo. Có thể loại bỏ hoàn toàn các mẫu thu thập dữ liệu bằng cách kết nối màn hình với nguồn tín hiệu thông qua cáp hoặc định dạng tín hiệu khác với video tổng hợp (cáp RCA màu vàng) hoặc cáp đồng trục, chẳng hạn như S-Video, mang tín hiệu sắc độ trong một dải riêng biệt, khiến cho luma sử dụng toàn bộ dải của nó, bao gồm cả các phần thường trống khi cần thiết. FM SECAM là một phổ liên tục, do đó, không giống như PAL và NTSC, ngay cả một bộ lọc kỹ thuật số hoàn hảo cũng không thể tách rời hoàn toàn Màu sắc và Độ chói của SECAM.
Ý tưởng giảm độ phân giải màu dọc xuất phát từ Henri de France, người đã quan sát thấy thông tin màu gần giống nhau cho hai dòng liên tiếp. Do thông tin màu được thiết kế là giá rẻ, tương thích ngược với tín hiệu đơn sắc, tín hiệu màu có băng thông thấp hơn tín hiệu độ chói và do đó độ phân giải ngang thấp hơn. May mắn thay, hệ thống thị giác của con người có thiết kế tương tự nhau: nó nhận thấy những thay đổi về độ chói ở độ phân giải cao hơn so với thay đổi về sắc độ, do đó sự bất đối xứng này có tác động thị giác tối thiểu. Do đó, cũng hợp lý để giảm độ phân giải màu dọc.
Một nghịch lý tương tự áp dụng cho độ phân giải dọc trong truyền hình nói chung: giảm băng thông của tín hiệu video sẽ duy trì độ phân giải dọc, ngay cả khi hình ảnh mất độ sắc nét và bị nhòe theo hướng ngang. Do đó, video có thể sắc nét hơn theo chiều dọc so với chiều ngang. Ngoài ra, truyền hình ảnh có quá nhiều chi tiết dọc sẽ gây ra hiện tượng nhấp nháy khó chịu trên màn hình tivi, vì các chi tiết nhỏ sẽ chỉ xuất hiện trên một dòng duy nhất (ở một trong hai trường xen kẽ) và do đó được làm mới ở một nửa tần số. (Đây là hậu quả của việc quét xen kẽ bị che khuất bởi quá trình quét liên tục.) Văn bản và phần chèn do máy tính tạo ra phải được lọc cẩn thận thông thấp để ngăn chặn điều này.
Những nỗ lực mới nhất của châu Âu đối với một tiêu chuẩn tương tự, dẫn đến các hệ thống MAC, vẫn sử dụng ý tưởng truyền màu liên tiếp của SECAM, chỉ có một thành phần U và V được nén thời gian được truyền trên một đường nhất định. Tiêu chuẩn D2-MAC được hưởng một số triển khai thị trường thực tế ngắn, đặc biệt là ở các nước Bắc Âu. Ở một mức độ nào đó, ý tưởng này vẫn hiện diện ở định dạng lấy mẫu kỹ thuật số 4: 2: 0, được sử dụng bởi hầu hết các phương tiện video kỹ thuật số có sẵn cho công chúng. Tuy nhiên, trong trường hợp này, độ phân giải màu được giảm một nửa theo cả hai chiều ngang và dọc, do đó mang lại một hành vi đối xứng hơn.

## Biến thể của SECAM
Xem thêm: Hệ thống truyền hình phát sóng § Sơ đồ nhận dạng ITU

### L, B / G, D / K, H, K, M (phát sóng)
Có sáu loại SECAM:
1. Pháp SECAM (SECAM-L)
SECAM Pháp (SECAM-L) chỉ được sử dụng ở Pháp, Luxembourg (chỉ RTL9 trên CH 21 từ Dudelange) và Tele Monte-Carlo Transmitters ở miền nam nước Pháp.
2. SECAM-B / G
SECAM-B / G được / được sử dụng ở các vùng của Trung Đông, Đông Đức cũ, Hy Lạp và Síp
3. SECAM-D / K
SECAM-D / K được sử dụng trong Cộng đồng các quốc gia độc lập và các bộ phận của Đông Âu (đơn giản là SECAM được sử dụng với các tiêu chuẩn truyền hình đơn sắc D và K) mặc dù hầu hết các nước Đông Âu hiện đã chuyển sang các hệ thống khác.
4. SECAM-H
Khoảng năm 1983-1984, một tiêu chuẩn nhận dạng màu mới ("Line SECAM hoặc SECAM-H") đã được giới thiệu để tạo thêm không gian bên trong tín hiệu để thêm thông tin teletext (ban đầu theo tiêu chuẩn Antiope). Các cụm nhận dạng được thực hiện trên mỗi dòng (như trong PAL) thay vì trên mỗi hình ảnh. Các bộ TV SECAM rất cũ có thể không thể hiển thị màu cho các chương trình phát sóng ngày nay, mặc dù các bộ được sản xuất sau giữa những năm 1970 sẽ có thể nhận được một trong hai biến thể.
5. SECAM-K
Pháp cũng giới thiệu tiêu chuẩn SECAM cho các phụ thuộc của nó. Tuy nhiên, tiêu chuẩn SECAM được sử dụng trong các tài sản ở nước ngoài của Pháp (cũng như các quốc gia châu Phi từng được cai trị bởi Pháp) hơi khác so với SECAM được sử dụng ở Metropolitan France. Tiêu chuẩn SECAM được sử dụng ở Metropolitan France đã sử dụng SECAM-L và một biến thể của thông tin kênh cho các kênh VHF 2-10. Sở hữu ở nước ngoài của Pháp và nhiều quốc gia châu Phi nói tiếng Pháp sử dụng tiêu chuẩn SECAM-K <sup>1</sup> và một biến thể không tương thích lẫn nhau của thông tin kênh cho các kênh VHF 4-9 (không phải kênh 2-10).
6. SECAM-M
Khoảng năm 1970-1991, SECAM-M đã được sử dụng ở Campuchia và Việt Nam (Hà Nội và các thành phố phía Bắc).

### MESECAM (ghi âm tại nhà)
MESECAM là phương pháp ghi tín hiệu màu SECAM vào băng video VHS hoặc Betamax. Nó không nên bị nhầm lẫn với một tiêu chuẩn phát sóng.
Bản ghi SECAM "bản địa" ban đầu được phát minh cho các máy được bán cho thị trường Pháp. Ở giai đoạn sau, các quốc gia có sẵn cả tín hiệu PAL và SECAM (đáng chú ý là Trung Đông, do đó từ viết tắt "Trung Đông SECAM"), đã phát triển một phương pháp chuyển đổi máy video PAL rẻ tiền để ghi tín hiệu SECAM cũng sử dụng mạch PAL. Một băng được sản xuất theo phương pháp này không tương thích với băng SECAM "bản địa" như được sản xuất bởi các VCR tại thị trường Pháp. Nó sẽ chỉ chơi trong màu đen và trắng, màu sắc bị mất. Vì vậy, thế giới còn lại với hai tiêu chuẩn không tương thích khác nhau để ghi SECAM trên băng video.
Mặc dù là một cách giải quyết, MESECAM phổ biến rộng rãi hơn nhiều so với SECAM "bản địa". Đây là phương pháp duy nhất để ghi tín hiệu SECAM cho VHS ở hầu hết các quốc gia đã từng sử dụng SECAM, bao gồm cả như đã đề cập đến Trung Đông và tất cả các quốc gia ở Đông Âu. Bản ghi SECAM "bản địa" (thuật ngữ tiếp thị: "SECAM-West") chỉ được sử dụng ở Pháp và các quốc gia lân cận. Hầu hết các máy VHS được quảng cáo là "có khả năng SECAM" bên ngoài nước Pháp chỉ có thể là loại MESECAM.

#### Chi tiết kỹ thuật
Trên các băng VHS, tín hiệu độ chói được ghi ở dạng ban đầu (mặc dù có giảm một chút băng thông) nhưng tín hiệu sắc độ PAL hoặc NTSC quá nhạy cảm với những thay đổi nhỏ về tần số do tốc độ băng không thể tránh được được ghi lại trực tiếp. Thay vào đó, trước tiên, nó được chuyển đổi xuống tần số thấp hơn 630 kHz và tính chất phức tạp của sóng mang con PAL hoặc NTSC có nghĩa là việc chuyển đổi xuống phải được thực hiện thông qua quá trình tạo dị để đảm bảo thông tin không bị mất.
Mặt khác, các sóng mang con SECAM, bao gồm hai tín hiệu FM đơn giản ở 4,41 MHz và 4,25 MHz, không cần xử lý phức tạp như vậy. Đặc tả VHS cho bản ghi SECAM "bản địa" yêu cầu chúng được chia cho 4 khi ghi để cung cấp cho các sóng mang phụ khoảng 1,1 MHz và 1,06 MHz và nhân 4 lần nữa khi phát lại. Do đó, một máy quay video PAL và SECAM tiêu chuẩn kép thực sự đòi hỏi hai mạch xử lý màu, làm tăng thêm độ phức tạp và chi phí. Do một số quốc gia ở Trung Đông sử dụng PAL và các quốc gia khác sử dụng SECAM, nên khu vực này đã áp dụng lối tắt và sử dụng phương pháp chuyển đổi bộ trộn PAL cho cả PAL và SECAM. Điều này hoạt động tốt và đơn giản hóa thiết kế VCR.
Nhiều máy ghi âm PAL VHS, với MESECAM, đã được sửa đổi bộ điều chỉnh tương tự ở phía tây nói tiếng Pháp (Thụy Sĩ sử dụng tiêu chuẩn phát sóng tương tự PAL-B / G trong khi nước Pháp giáp biên giới sử dụng SECAM-L; ngày nay cả hai nước đã chuyển đổi phát sóng sang kỹ thuật số -chỉ có). Bộ điều chỉnh gốc trong các máy ghi PAL đó chỉ cho phép nhận PAL-B / G. Các nhà nhập khẩu Thụy Sĩ đã thêm một mạch nhỏ, với một IC cụ thể, cho tiêu chuẩn SECAM-L của Pháp; Do đó, bộ chỉnh âm trở thành đa tiêu chuẩn, nhưng VCR đã ghi lại các chương trình phát sóng của Pháp, trong MESECAM. Các băng như vậy được phát bằng màu đen và trắng trên các VCR "bản địa" và các băng SECAM gốc cũng được phát bằng B / W trong các VCR bộ chỉnh sửa này. Một con tem cụ thể đã được thêm vào các máy có ghi "PAL + SECAM".
Tuy nhiên, một số máy ghi video VHS đặc biệt có sẵn có thể cho phép người xem linh hoạt thưởng thức các bản ghi PAL-M bằng cách sử dụng TV màu PAL (625/50 Hz) tiêu chuẩn hoặc thậm chí thông qua các TV đa hệ thống. Các máy quay video như Panasonic NV-W1E (AG-W1 cho Hoa Kỳ), AG-W2, AG-W3, NV-J700AM, Aiwa HV-MX100, HV-MX1U, Samsung SV-4000W và SV-7000W có hệ thống TV kỹ thuật số mạch chuyển đổi.

## Nhược điểm
Không giống như PAL hay NTSC, lập trình SECAM tương tự có thể dễ dàng được chỉnh sửa ở dạng tương tự gốc. Do sử dụng điều chế tần số, SECAM không tuyến tính đối với hình ảnh đầu vào (đây cũng là yếu tố bảo vệ nó chống méo tín hiệu), do đó, việc trộn lẫn hai tín hiệu SECAM (đồng bộ hóa) không tạo ra tín hiệu SECAM hợp lệ, không giống với PAL tương tự hoặc NTSC. Vì lý do này, để trộn hai tín hiệu SECAM, chúng phải được giải điều chế, tín hiệu giải điều chế được trộn lẫn và được điều chỉnh lại. Do đó, hậu kỳ thường được thực hiện trong PAL hoặc ở các định dạng thành phần, với kết quả được mã hóa hoặc chuyển mã thành SECAM tại điểm truyền. Giảm chi phí vận hành các đài truyền hình là một lý do cho việc chuyển đổi gần đây của một số quốc gia sang PAL.
Hầu hết các TV hiện được bán ở các quốc gia SECAM đều hỗ trợ cả SECAM và PAL và gần đây là video tổng hợp NTSC (mặc dù không thường phát NTSC, nghĩa là chúng không thể chấp nhận tín hiệu phát từ ăng ten). Mặc dù các máy quay tương tự cũ hơn (VHS, VHS-C) được sản xuất trong các phiên bản SECAM, không có mẫu nào trong số 8 mm hoặc Hi-band (S-VHS, S-VHS-C và Hi-8) ghi lại nó trực tiếp. Máy quay phim và VCR của các tiêu chuẩn này được bán ở các nước SECAM là PAL nội bộ. Họ sử dụng bộ chuyển đổi SECAM sang PAL nội bộ để ghi lại TV phát được truyền trong SECAM. Kết quả có thể được chuyển đổi trở lại thành SECAM trong một số mô hình; hầu hết mọi người mua thiết bị đắt tiền như vậy sẽ có một TV đa tiêu chuẩn và như vậy sẽ không cần chuyển đổi. Máy quay kỹ thuật số hoặc đầu DVD (ngoại trừ một số kiểu máy đầu tiên) không chấp nhận hoặc phát tín hiệu tương tự SECAM. Tuy nhiên, điều này có tầm quan trọng giảm dần: kể từ năm 1980, hầu hết các thiết bị video trong nước châu Âu đều sử dụng đầu nối SCART có nguồn gốc từ Pháp, cho phép truyền tín hiệu RGB giữa các thiết bị. Điều này giúp loại bỏ di sản của các tiêu chuẩn mang màu phụ PAL, SECAM và NTSC.
Nhìn chung, thiết bị chuyên nghiệp hiện đại bây giờ hoàn toàn là kỹ thuật số và sử dụng các kết nối kỹ thuật số dựa trên thành phần như CCIR 601 để loại bỏ nhu cầu xử lý tương tự trước khi điều chế tín hiệu analog cuối cùng để phát sóng. Tuy nhiên, các cơ sở lắp đặt lớn của thiết bị chuyên nghiệp tương tự vẫn tồn tại, đặc biệt là ở các nước thế giới thứ ba. Trong hầu hết các trường hợp, tất cả xử lý trong trạm TV là PAL và trên đường đầu ra, bộ chuyển mã PAL sang SECAM được sử dụng trước khi cấp nguồn cho máy phát. Điều này là do bộ chuyển đổi và bộ trộn hiệu ứng có thể dễ dàng xử lý PAL (hoặc NTSC) nhưng tín hiệu SECAM không thể được trộn theo cùng một cách do điều chế tần số của thông tin màu tiền như vậy sẽ có một TV đa tiêu chuẩn và như vậy sẽ không cần chuyển đổi. Máy quay kỹ thuật số hoặc đầu DVD (ngoại trừ một số kiểu máy đầu tiên) không chấp nhận hoặc phát tín hiệu tương tự SECAM. Tuy nhiên, điều này có tầm quan trọng giảm dần: kể từ năm 1980, hầu hết các thiết bị video trong nước châu Âu đều sử dụng đầu nối SCART có nguồn gốc từ Pháp, cho phép truyền tín hiệu RGB giữa các thiết bị. Điều này giúp loại bỏ di sản của các tiêu chuẩn mang màu phụ PAL, SECAM và NTSC.
Nhìn chung, thiết bị chuyên nghiệp hiện đại bây giờ hoàn toàn là kỹ thuật số và sử dụng các kết nối kỹ thuật số dựa trên thành phần như CCIR 601 để loại bỏ nhu cầu xử lý tương tự trước khi điều chế tín hiệu analog cuối cùng để phát sóng. Tuy nhiên, các cơ sở lắp đặt lớn của thiết bị chuyên nghiệp tương tự vẫn tồn tại, đặc biệt là ở các nước thế giới thứ ba. Trong hầu hết các trường hợp, tất cả xử lý trong trạm TV là PAL và trên đường đầu ra, bộ chuyển mã PAL sang SECAM được sử dụng trước khi cấp nguồn cho máy phát. Điều này là do bộ chuyển đổi và bộ trộn hiệu ứng có thể dễ dàng xử lý PAL (hoặc NTSC) nhưng tín hiệu SECAM không thể được trộn theo cùng một cách do điều chế tần số của thông tin màu.

## Các quốc gia và vùng lãnh thổ sử dụng SECAM
Đây là danh sách các quốc gia hiện đang cho phép sử dụng tiêu chuẩn SECAM để phát sóng truyền hình. Các quốc gia đã chuyển sang PAL hoặc DVB-T được liệt kê riêng.
| SECAM users | |
| --- | --- |
| \| - Benin[2] - Burkina Faso[2] - Burundi[2] - Central African Republic[2] - Chad[2] - Comoros[2] - Republic of the Congo[2] - Democratic Republic of the Congo[2] - Gabon - Guinea[2] - Ivory Coast[2] - Kazakhstan[2] \| - Madagascar[2] - Mali[2] - Mauritania[2] - Moldova[2] - Niger[2] - Nga[2] (Limited simulcast in DVB-T since 2010, SECAM to be abandoned on ngày 1 tháng 9 năm 2019) - Senegal[2] - Syria (Simulcast in PAL-G)[3] - Tajikistan[2] - Togo[2] - Turkmenistan[2] \| | |
| - Benin - Burkina Faso - Burundi - Central African Republic - Chad - Comoros - Republic of the Congo - Democratic Republic of the Congo - Gabon - Guinea - Ivory Coast - Kazakhstan | - Madagascar - Mali - Mauritania - Moldova - Niger - Nga (Limited simulcast in DVB-T since 2010, SECAM to be abandoned on ngày 1 tháng 9 năm 2019) - Senegal - Syria (Simulcast in PAL-G) - Tajikistan - Togo - Turkmenistan |

### Di chuyển từ SECAM sang PAL

#### Châu Âu
| - Azerbaijan (migrated in 2001) - Bulgaria (migrated 1994–1996) - Tiệp Khắc (migrated 1992–1994) in 1993: Cộng hòa Séc and Slovakia - Đông Đức (switchover on ngày 15 tháng 12 năm 1990, because of German reunification) - Estonia (migrated 1992–2010) | - Gruzia (migrated in 2000s) - Síp (migrated in 1992) - Hy Lạp (migrated in 1992) - Hungary (migrated 1995–1996) - Latvia (migrated 1997–1999) - Litva (migrated 2002) - Ba Lan (migrated 1993–1995) |

#### Châu Phi
| - Djibouti - Ai Cập (Trong một vài năm trước đó là simulcast. Đã ngừng năm 1992 cho PAL - B / G.) - Guinea Xích đạo - Rwanda |

#### Châu Á
| - Afghanistan (di cư vào những năm 1990) - Campuchia (di cư vào năm 1991-1992, từ SECAM-M đến PAL-B / G) - Iran (di cư năm 1998 sang PAL -B / G) - Irac (di cư năm 2005 sang PAL -B) | - Lebanon (di cư vào những năm 2000) - Mông Cổ (di cư năm 1991 đến PAL -D) - Bắc Triều Tiên (di cư năm 1993) - Philippines (simulcast in NTSC switched to ISDB-T) - Việt Nam (simulcast in NTSC switched to ATSC, uses PAL for Vietnamese channels switched to DVB-T2) (di cư vào những năm 1990, từ SECAM-M đến PAL-D / K) |

#### Châu Mỹ
| - Venezuela (di cư vào những năm 1980 đến NTSC) Các quốc gia Slovakia, Hungary và Baltic cũng thay đổi tiêu chuẩn mang âm thanh cơ bản từ D / K sang B / G, được sử dụng ở hầu hết Tây Âu, để tạo điều kiện sử dụng thiết bị phát sóng nhập khẩu. Điều này đòi hỏi người xem phải mua máy thu đa tiêu chuẩn mặc dù. Các quốc gia khác được đề cập giữ các tiêu chuẩn hiện có của họ (B / G trong các trường hợp của Đông Đức và Hy Lạp, D / K cho phần còn lại). \| Quốc gia \| Chuyển sang \| Chuyển đổi hoàn thành \| \| ------------------------ \| --------------- \| ------------------------- \| \| Andorra \| DVB-T \| 25 tháng 9 năm 2007 \| \| Armenia \| DVB-T2 \| Ngày 10 tháng 7 năm 2015 \| \| Bêlarut \| DVB-T và DVB-T2 \| 2015 \| \| Pháp \| DVB-T \| 29 tháng 11 năm 2011 \| \| Guiana thuộc Pháp \| DVB-T \| 29 tháng 11 năm 2011 \| \| Polynesia thuộc Pháp \| DVB-T \| 29 tháng 11 năm 2011 \| \| Georgia \| DVB-T2 \| Ngày 1 tháng 7 năm 2015 \| \| Thành cổ \| DVB-T \| 29 tháng 11 năm 2011 \| \| Kít-sinh-gơ \| DVB-T2 \| 2015 \| \| Tiệp Khắc \| DVB-T \| Ngày 1 tháng 9 năm 2006 \| \| Martinique \| DVB-T \| 29 tháng 11 năm 2011 \| \| Mô-ri-xơ \| DVB-T và DVB-T2 \| 2013 \| \| Mayotte \| DVB-T \| 29 tháng 11 năm 2011 \| \| Monaco \| DVB-T \| 24 tháng 5 năm 2011 \| \| Ma-rốc \| DVB-T \| 2015 \| \| Caledonia mới \| DVB-T \| 29 tháng 11 năm 2011 \| \| Sum họp \| DVB-T \| 29 tháng 11 năm 2011 \| \| Thánh Barthélemy \| DVB-T \| 29 tháng 11 năm 2011 \| \| Saint martin \| DVB-T \| 29 tháng 11 năm 2011 \| \| Saint Pierre và Miquelon \| DVB-T \| 29 tháng 11 năm 2011 \| \| Ả Rập Saudi \| DVB-T và DVB-T2 \| 2012 \| \| Tunisia \| DVB-T \| 2015 \| \| Ukraine \| DVB-T và DVB-T2 \| Ngày 31 tháng 12 năm 2016 \| \| Uzbekistan \| DVB-T và DVB-T2 \| 2015 \| \| Wallis và Futuna \| DVB-T \| 29 tháng 11 năm 2011 \| |                 |                           |
| Quốc gia | Chuyển sang     | Chuyển đổi hoàn thành     |
| Andorra | DVB-T           | 25 tháng 9 năm 2007       |
| Armenia | DVB-T2          | Ngày 10 tháng 7 năm 2015  |
| Bêlarut | DVB-T và DVB-T2 | 2015                      |
| Pháp | DVB-T           | 29 tháng 11 năm 2011      |
| Guiana thuộc Pháp | DVB-T           | 29 tháng 11 năm 2011      |
| Polynesia thuộc Pháp | DVB-T           | 29 tháng 11 năm 2011      |
| Georgia | DVB-T2          | Ngày 1 tháng 7 năm 2015   |
| Thành cổ | DVB-T           | 29 tháng 11 năm 2011      |
| Kít-sinh-gơ | DVB-T2          | 2015                      |
| Tiệp Khắc | DVB-T           | Ngày 1 tháng 9 năm 2006   |
| Martinique | DVB-T           | 29 tháng 11 năm 2011      |
| Mô-ri-xơ | DVB-T và DVB-T2 | 2013                      |
| Mayotte | DVB-T           | 29 tháng 11 năm 2011      |
| Monaco | DVB-T           | 24 tháng 5 năm 2011       |
| Ma-rốc | DVB-T           | 2015                      |
| Caledonia mới | DVB-T           | 29 tháng 11 năm 2011      |
| Sum họp | DVB-T           | 29 tháng 11 năm 2011      |
| Thánh Barthélemy | DVB-T           | 29 tháng 11 năm 2011      |
| Saint martin | DVB-T           | 29 tháng 11 năm 2011      |
| Saint Pierre và Miquelon | DVB-T           | 29 tháng 11 năm 2011      |
| Ả Rập Saudi | DVB-T và DVB-T2 | 2012                      |
| Tunisia | DVB-T           | 2015                      |
| Ukraine | DVB-T và DVB-T2 | Ngày 31 tháng 12 năm 2016 |
| Uzbekistan | DVB-T và DVB-T2 | 2015                      |
| Wallis và Futuna | DVB-T           | 29 tháng 11 năm 2011      |